# Martin Werhand
Martin Werhand (Neuwied, Rijnland-Palts, 13 mei 1968) is een Duitse uitgever, redacteur en schrijver. In 1997 richtte hij de uitgeverij op Martin Werhand Verlag in Melsbach met focus op Fictie.

## Leven en werk
Martin Peter Werhand werd in 1968 geboren als zoon van een ambachtelijke smid Klaus Rudolf Werhand. Na het behalen van de Abitur in 1988 bij Werner-Heisenberg-Gymnasium in Neuwied studeerde Werhand in Keulen Duitse taal- en literatuurstudies tussen 1992 en 1997 (onder andere onder Günter Blamberger), Engelse taal- en literatuurstudies (onder Ansgar Nünning) en theater, film en media (onder Renate Möhrmann) bij de Universiteit van Keulen. Tijdens zijn studie besloot Werhand in 1997 een onafhankelijke literatuuruitgeverij op te richten. Als uitgever en redacteur verzorgde hij het werk van talrijke jonge auteurs in de anthologiereeks Junge Lyrik tussen 1999 en 2002. Te beginnen met het eerste boek van de serie gevolgd door Junge Lyrik II en Junge Lyrik III vonden er talloze lezingen plaats in Rijnland-Palts en Noordrijn-Westfalen. 2006 publiceerde hij de poëziebundel Die Jahreszeiten der Liebe. Sinds 2014 publiceert Werhand naast de bloemlezingen ook verschillende series poëzieboeken.
In 2016 presenteerde de Martin Werhand Verlag een aantal nieuwe boekenseries op Boekenbeurs van Frankfurt Leuk vinden 50 zeitlose Gedichte.
Martin Werhand woont en werkt in Melsbach, Rijnland-Palts.

## Poëzieprojecten (selectie)
Sinds 1999 realiseerde Martin Werhand als uitgever, redacteur en auteur samen met instellingen, boekhandels en andere uitgevers tal van poëzieprojecten, bijvoorbeeld op Wereldboekendag op 23 april 2003 in Münster samen met de Thalia (boekhandel), waar hij zich presenteerde als redacteur van het boek en ook als auteur samen met zes andere dichters, onder wie Florian Cieslik, Patric Hemgesberg en Thomas Bruns. Ook in 2006, zoals de Bremer Straßenbahn AG onder leiding van Dr. Joachim Tuz, organiseerde hij het project Poesie Bewegt met veel auteurs van Martin Werhand Verlag. Martin Werhand heeft ook bijgedragen als auteur.

## Publicaties (selectie)
Boeken als redacteur

### Klassieke fictie (selectie)
- Traumfahrt: 50 zeitlose Gedichte, Achim von Akerman 2016, ISBN 978-3-943910-70-4.
- Graunebel: 50 zeitlose Gedichte, Max Geißler 2016, ISBN 978-3-943910-71-1.
- Totentanz: 50 zeitlose Gedichte, Franz Werfel 2016, ISBN 978-3-943910-72-8.
- Schneewinter: 50 zeitlose Gedichte, Stefan Zweig 2016, ISBN 978-3-943910-73-5.
- Grabgang: 50 zeitlose Gedichte, Frida Schanz 2016, ISBN 978-3-943910-74-2.
- Traumgesicht: 50 zeitlose Gedichte, Albrecht Haushofer 2016, ISBN 978-3-943910-75-9.
- Wegwarte: 50 zeitlose Gedichte, Isolde Kurz 2016, ISBN 978-3-943910-85-8.
- Tagesanbruch: 50 zeitlose Gedichte, Gustav Falke 2017, ISBN 978-3-943910-80-3.
- Geistesflug: 50 zeitlose Gedichte, Martin Greif 2017, ISBN 978-3-943910-78-0.
- Abendstille: 50 zeitlose Gedichte, Frieda Jung 2017, ISBN 978-3-943910-84-1.
- Bachgeleite: 50 zeitlose Gedichte, Karl Mayer 2017, ISBN 978-3-943910-93-3.
- Himmelsnähe: 50 zeitlose Gedichte, Conrad Ferdinand Meyer 2017, ISBN 978-3-943910-95-7.
- Glockenklang: 50 zeitlose Gedichte, Wilhelm Raabe 2017, ISBN 978-3-943910-87-2.
- Weltherbst: 50 zeitlose Gedichte, Siegbert Stehmann 2017, ISBN 978-3-943910-88-9.
- Streikbrecher: 50 zeitlose Gedichte, Paul Zech 2017, ISBN 978-3-943910-91-9.
- Herbstbild: 50 zeitlose Gedichte, Johanna Ambrosius ISBN 978-3-943910-76-6.
- Sommermorgen: 50 zeitlose Gedichte, Marie von Ebner-Eschenbach 2017, ISBN 978-3-943910-79-7.
- Waldeinsamkeit: 50 zeitlose Gedichte, Heinrich Heine 2017, ISBN 978-3-943910-81-0.
- Perlenfischer: 50 zeitlose Gedichte, Carl Sternheim 2017, ISBN 978-3-943910-89-6.
- Morgane: 50 zeitlose Gedichte, Theodor Storm 2017, ISBN 978-3-943910-90-2.
- Traumgewölk: 50 zeitlose Gedichte, Albin Zollinger 2017, ISBN 978-3-943910-92-6.
- Heimatklänge: 50 zeitlose Gedichte, Stine Andresen 2018, ISBN 978-3-943910-94-0.
- Herbstpark: 50 zeitlose Gedichte, Paul Boldt 2018, ISBN 978-3-96175-009-2.
- Eiskönigin: 50 zeitlose Gedichte, Max Bruns 2018, ISBN 978-3-96175-011-5.
- Bergschloß: 50 zeitlose Gedichte, Johann Wolfgang von Goethe 2018, ISBN 978-3-96175-040-5.
- Geistergruß: 50 zeitlose Gedichte, Gottfried Keller 2018, ISBN 978-3-96175-040-5.
- Waldsage: 50 zeitlose Gedichte, Karl Ernst Knodt 2018, ISBN 978-3-96175-060-3.
- Sinnenrausch: 50 zeitlose Gedichte, Else Lasker-Schüler 2018, ISBN 978-3-96175-067-2.
- Abendgang: 50 zeitlose Gedichte, Detlev von Liliencron 2018, ISBN 978-3-96175-071-9.
- Traumburg: 50 zeitlose Gedichte, Oskar Loerke 2018, ISBN 978-3-96175-073-3.
- Götterwink: 50 zeitlose Gedichte, Eduard Mörike 2018, ISBN 978-3-96175-079-5.
- Vorfrühling: 50 zeitlose Gedichte, Rainer Maria Rilke 2018, ISBN 978-3-96175-085-6.
- Welträtsel: 50 zeitlose Gedichte, Georg Ruseler 2018, ISBN 978-3-943910-97-1.
- Schöpfung: 50 zeitlose Gedichte, Hans Schiebelhuth 2018, ISBN 978-3-943910-96-4.
- Bergnebel: 50 zeitlose Gedichte, Gustav Schüler 2018, ISBN 978-3-96175-099-3.
- Herbstnebel: 50 zeitlose Gedichte, Wilhelmine Gräfin Wickenburg-Almásy 2018, ISBN 978-3-96175-116-7.
- Abendlied: 50 zeitlose Gedichte, Otto Julius Bierbaum 2018, ISBN 978-3-96175-007-8.
- Zauberblick: 50 zeitlose Gedichte, Joseph von Eichendorff 2018, ISBN 978-3-96175-025-2.
- Aufblick: 50 zeitlose Gedichte, Anton Wildgans 2019, ISBN 978-3-96175-117-4.
- Dünenhaus: 50 zeitlose Gedichte, Stefan George 2019, ISBN 978-3-96175-039-9.
- Weihestunde: 50 zeitlose Gedichte, Carl Spitteler 2019, ISBN 978-3-96175-102-0.
- Nebelbild: 50 zeitlose Gedichte, Paul Heyse 2019, ISBN 978-3-96175-052-8.
- Wanderlied: 50 zeitlose Gedichte, Rudolf Baumbach 2019, ISBN 978-3-96175-005-4.
- Waldasyl: 50 zeitlose Gedichte, Robert Hamerling 2019, ISBN 978-3-96175-123-5.
- Heidenglaube: 50 zeitlose Gedichte, Edgar Kurz 2019, ISBN 978-3-96175-122-8.
- Weltseele: 50 zeitlose Gedichte, Adolf Vögtlin 2019, ISBN 978-3-96175-112-9.

### Hedendaagse fictie (selectie)
- Junge Lyrik - 50 Dichterinnen und Dichter 1999, ISBN 3-9806390-1-0. (Co-auteur) Ook tweede, herziene editie 2000
- Junge Lyrik II - 50 Dichterinnen und Dichter 2000, ISBN 3-9806390-0-2.
- Junge Lyrik III - 50 Dichterinnen und Dichter 2002, ISBN 3-9806390-3-7. (Co-auteur) Ook tweede, herziene editie
- Die Jahreszeiten der Liebe - 36 Dichterinnen und Dichter 2006, ISBN 3-9806390-4-5. (Co-auteur)
- Zauberwelten: 100 Gedichte, Meinolf Finke, 2014, ISBN 978-3-943910-03-2.
- Quintessenz: 100 Gedichte, Thorsten Libotte, 2014, ISBN 978-3-943910-00-1.
- Mitbürger: 100 Gedichte, Thorsten Libotte 2014, ISBN 978-3-943910-01-8.
- Mitschrift: 100 Gedichte, Thomas Wensing, 2014, ISBN 978-3-943910-06-3.
- Anthrophobia: 100 Gedichte, Werner Moskopp 2014, ISBN 978-3-943910-09-4.
- Gesterntränen: 100 Gedichte, Tobias Seitz 2014, ISBN 978-3-943910-12-4.
- Krsna-Bewusstsein: Aphorismen, Werner Moskopp 2015, ISBN 978-3-943910-10-0.
- Sozialisolation: 100 Gedichte, Frank Findeiß, 2015, ISBN 978-3-943910-16-2.
- Zwischenspiel: Kurzgeschichten, Thomas Wensing 2015, ISBN 978-3-943910-07-0.
- Nebeltag: 100 Gedichte, Uwe Martens 2015, ISBN 978-3-943910-14-8.
- Zappen: 250 Gedichte, Thorsten Libotte 2015, ISBN 978-3-943910-02-5.
- Sonnenhonig: 100 Gedichte, Ann Catrin Apstein-Müller, 2015, ISBN 978-3-943910-20-9.
- Lichtgestelden: 100 Sonette, Meinolf Finke 2015, ISBN 978-3-943910-04-9.
- Großstadtsommer: 100 Gedichte, Christian Jahl 2015, ISBN 978-3-943910-13-1.
- Sternenstaub: 50 Gedichte, Thomas Bruns 2015, ISBN 978-3-943910-21-6.
- Blutonium: 100 Gedichte, Frank Findeiß 2016, ISBN 978-3-943910-22-3.
- Sandtropfen: 50 Gedichte, Vera Ludwig 2016, ISBN 978-3-943910-25-4.
- Herbstspaziergang: 100 Gedichte, Christian Brune-Sieren 2016, ISBN 978-3-943910-26-1.
- Degravitation: 50 Gedichte in Deutsch - 50 Poems in English, Ann Catrin Apstein-Müller 2016, ISBN 978-3-943910-23-0.
- Morgenröte: 100 Gedichte, Thomas Bruns 2016, ISBN 978-3-943910-32-2.
- Meditatie: 50 Gedichte, Christof Schadt 2016, ISBN 978-3-943910-30-8.
- Feuertanz: 50 Gedichte, Cindy Vogel 2016, ISBN 978-3-943910-38-4.
- Zeitungsstand: 50 Gedichte, Christian Jahl 2016, ISBN 978-3-943910-28-5.
- Horizont: 100 Gedichte, Vera Ludwig 2016, ISBN 978-3-943910-31-5.
- Der letzte Tanz: Krimi-Kurzgeschichten, Renate Freund 2016, ISBN 978-3-943910-29-2.
- Wintersonne: 50 Sonette, Meinolf Finke 2016, ISBN 978-3-943910-34-6.
- Albtrauma: 50 Gedichte, Frank Findeiß 2017, ISBN 978-3-943910-43-8.
- Weltwelke: 50 Gedichte, Uwe Martens 2017, ISBN 978-3-943910-42-1.
- Himmelreich: 50 Sonette, Renate Freund 2017, ISBN 978-3-943910-65-0.
- Goldregenzeit: 50 Sonette, Meinolf Finke 2017, ISBN 978-3-943910-59-9.
- Sinnpuppe: 50 Gedichte, Renate Freund 2018, ISBN 978-3-943910-58-2.
- Marzipanhaut: 50 Gedichte, Evelyne A. Adenauer ISBN 978-3-943910-77-3.
- Glassymphonien: 50 Sonette, Renate Freund 2018, ISBN 978-3-943910-61-2.
- Kassiber: 50 Gedichte, Frank Findeiß 2018, ISBN 978-3-943910-62-9.
- Sonnenähren: 100 Sonette, Renate Freund 2018, ISBN 978-3-943910-64-3.
- Zauberbuch: 150 Gedichte, Thomas Bruns 2019, ISBN 978-3-943910-46-9.
- Lichthoffnung: 50 Sonette, Renate Freund 2019, ISBN 978-3-943910-49-0.
- Herbsttag: 50 Gedichte, Thomas Wensing, 2019, ISBN 978-3-943910-69-8.
- Winterruhe: 100 Gedichte, Renate Freund 2019, ISBN 978-3-943910-48-3.
- Alphasucht: 50 Gedichte, Frank Findeiß 2019, ISBN 978-3-943910-66-7.
- Dorfidylle: 250 Gedichte, Renate Freund 2019, ISBN 978-3-943910-47-6.
- Blütenlese: 250 Gedichte, Meinolf Finke, 2019, ISBN 978-3-943910-37-7.